# Borre Station
Borre Station (Borre stasjon) var en jernbanestation på Hortenlinjen, der lå i Horten kommune i Norge.
Stationen åbnede sammen med banen 7. december 1881. Den blev nedgraderet til holdeplads 1. juni 1923, opgraderet til station igen 1. januar 1938, nedgraderet til holdeplads 1. februar 1962 og slutteligt til trinbræt 1. november 1964. Persontrafikken på banen blev indstillet 28. maj 1967 og godstrafikken 2. januar 2002. Sporene blev taget op i 2008.
Stationsbygningen blev opført efter tegninger af Balthazar Lange. Der er tale om en stationsbygning for mellemstationer af tredje klasse i stil med Eidanger, Lauve og Nykirke. Bygningen eksisterer stadig.